# Parapyricularia musae
Parapyricularia musae är en svampart som beskrevs av M.B. Ellis & Peregrine 1972. Parapyricularia musae ingår i släktet Parapyricularia, divisionen sporsäcksvampar och riket svampar.   Inga underarter finns listade i Catalogue of Life.